# Manuel Garcia Monteiro
Manuel Garcia Monteiro (Horta, 29 de Junho de 1859 — Boston, 7 de Fevereiro de 1913) foi um médico, poeta e publicista açoriano. Usou o pseudónimo Álvaro Newton.

## Biografia
Garcia Monteiro fez os seu estudos primários e secundário a cidade da Horta, onde frequentou o Liceu Nacional da Horta. Apesar de se ter revelado um aluno brilhante, não lhe foi possível aceder ao ensino superior devido a dificuldades financeiras. Naturalmente apto para as letras, experimentou o jornalismo, aparecendo em 1874, quando teria 15 anos, como redactor do semanário satírico O Passatempo.
Não podendo continuar estudos, conseguiu um emprego como funcionário público na Horta. Contudo, a vontade de continuar estudos levou a que em 1882, com 23 anos de idade, tendo conseguido um lugar de prefeito num colégio de Lisboa, partisse para aquela cidade e se matriculasse na Escola Politécnica.
Em Lisboa ingressou nos meios intelectuais, tendo entre conhecido, entre outros, o escritor Fialho de Almeida que a seu respeito terá escrito: «um açoriano dos mais vivos e um dos mais delicados espíritos que temos conhecido».
Contudo, a permanência em Lisboa foi curta, pois no ano seguinte, em 1883, já estava de volta à Horta. Nesse ano montou uma tipografia com impressora rotativa, o primeiro prelo rotativo que houve na Horta. Nesse prelo foi impresso o periódico O Açoriano (1883-1896).
Esta passagem pela ilha do Faial foi curta, pois no ano seguinte, em junho de 1884, partiu para a Nova Inglaterra, onde se fixou em Boston. Inicialmente tinha como objectivo redigir um periódico em língua portuguesa, intitulado o Luso-Americano, mas o projecto depressa se gorou. Empregou-se então como tipógrafo no Boston Herald, o que lhe permitia trabalhar durante a noite ao mesmo tempo que estudava. Tendo frequentado o Baltimore Medical College, em Baltimore, Maryland, formou-se em Medicina no ano de 1895.
Passou então a exercer medicina em East Boston e em Cambridge (Massachusetts), onde já então existia uma numerosa comunidade de origem açoriana. Partidário do republicanismo e tendo aderido à maçonaria, manteve o seu interesse pela imprensa, promovendo intensa propaganda dos ideais republicanos entre a comunidade açoriana. Com outro açoriano, João Francisco Escobar, criou uma organização maçónica de que foi venerável. Faleceu em Boston a 7 de fevereiro de 1913, aos 53 anos de idade.

## Obra
A obra de Garcia Monteiro é vasta, estando na sua maioria dispersa pelos periódicos de que foi colaborador. Para além da colaboração do período de juventude nos jornais da Horta, em Massachusetts colaborou no jornal Açores-América, editado em Cambridge por Eugénio Vaz Pacheco do Canto e Castro. A partir de 1886 também se afirmou como cronista, com destaque par a série que intitulou «Cartas da América» que foi publicada na Gazeta de Notícias da cidade do Rio de Janeiro.
No campo da poesia, género em que mais se destacou, as suas primeiras publicações conhecidas apareceram em 1874, quando teria 15 anos, no jornal O Faialense. A sua poesia seria composta por «quadros realistas de costumes e ideias do meio e da época». Pedro da Silveira considera Garcia Monteiro como um poeta lírico, mas bem melhor quando satírico ou humorista, e um dos mais destacados parnasianos de língua portuguesa e incontestavelmente o primeiro na literatura açoriana.
Para além da poesia e das crónicas jornalísticas, também foi contista e comediógrafo (deixou inéditas duas comédias). Para além de vasta colaboração em periódicos, é autor das seguintes monografias:
- (1882) O Marquês de Pombal. Lisboa, edição do autor (editado com o pseudónimo Álvaro Newton)
- (1884) Versos. Horta, Tip. Gutemberg.
- (1896) Rimas de Ironia Alegre, Boston, edição do autor.
- (1989) A trança, Horta, Centro de Estudos e Cultura da Câmara Municipal da Horta (edição póstuma)
- Sem cerimónia (peça representada no Teatro Faialense a 29 de Abril de 1880 e 5 de Maio de 1881, deixada inédita)
- Um presente de anos (deixado inédito).